# Ramotswa station/Taung

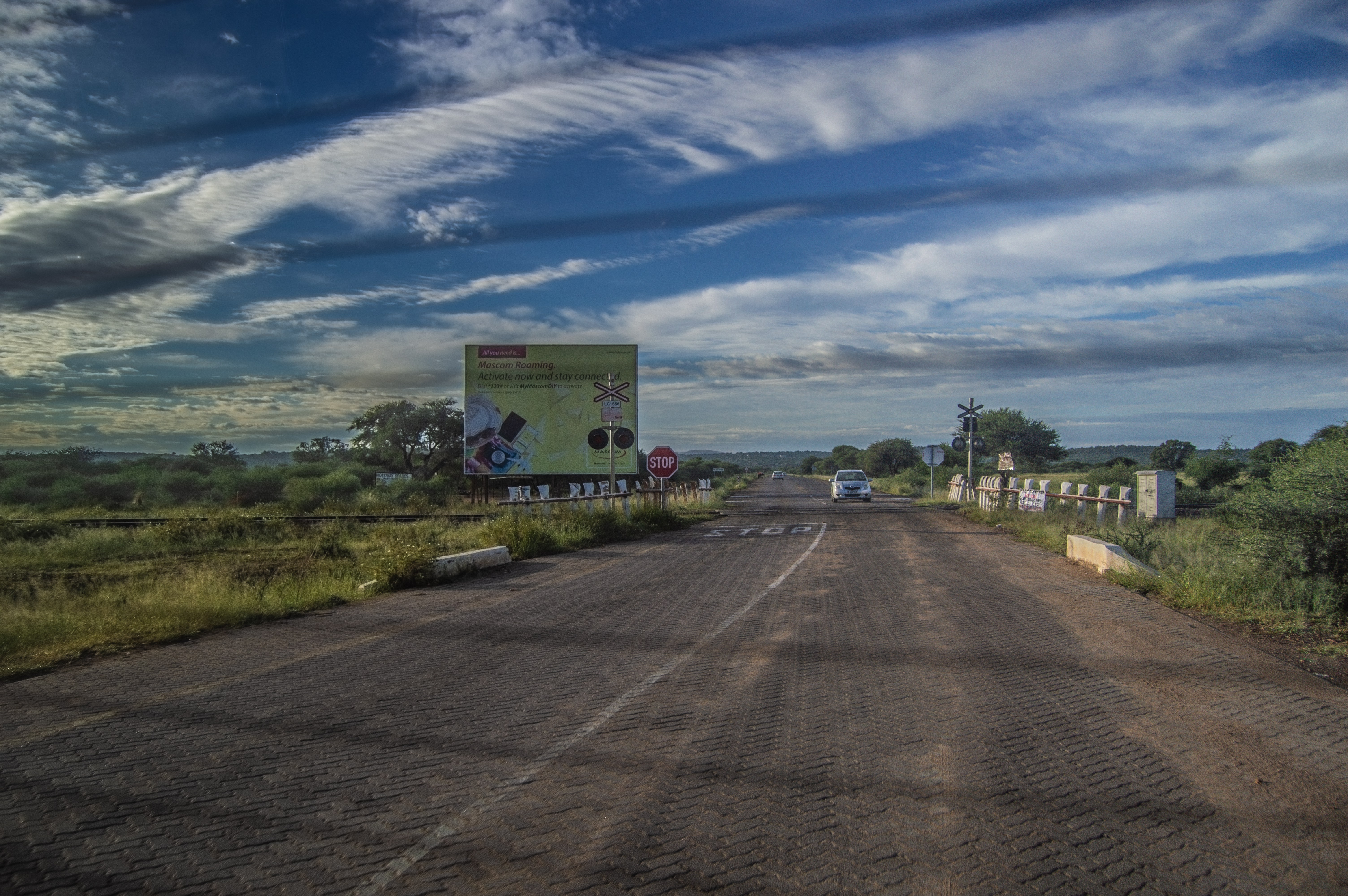
Passage à niveau à Taung-Ramotswa.

Ramotswa station/Taung est une ville du Botswana.